# عدوى سلوكية

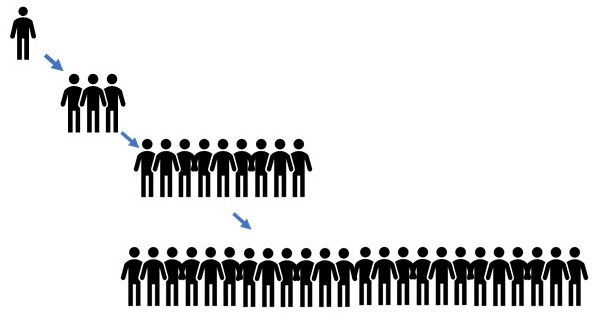

العدوى السلوكية نوع من التأثير الاجتماعي. وهي عبارة عن تقليد الآخرين سلوك أحدهم جراء مشاهدة السلوك أو السماع به. واستعمل الكلمة غوستاف لوبون (1895) لتعبير عن السلوكات غير المحمودة للناس وهم وسط الزحام.